# Johan Hellstenius

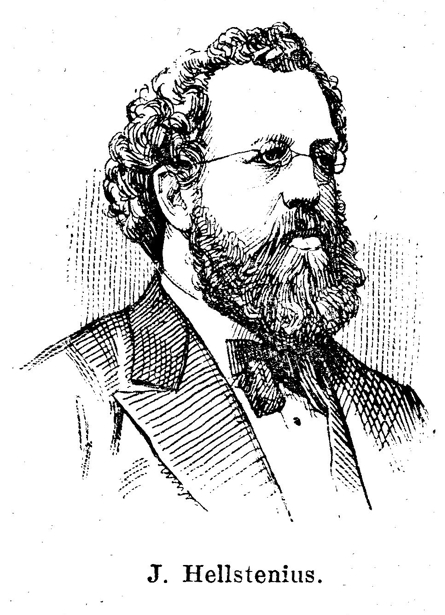
Johan Hellstenius

Johan "John" August Constantin Hellstenius, född 4 mars 1834 i Göteborg, död 11 augusti 1888 i Marstrand, var en svensk historiker och statistiker.
Hellstenius blev student vid Uppsala universitet 1850 och filosofie magister 1860, antogs samma år till extra ordinarie amanuens vid universitetsbiblioteket, blev 1862 docent i svensk historia och befordrades 1866 till ordinarie amanuens vid nämnda bibliotek. År 1869 blev han aktuarie i Statistiska centralbyrån, var 1877–1880 verkställande direktör vid Centraltryckeriet i Stockholm och återgick 1880 som förste aktuarie till Statistiska centralbyrån.
Vid den internationella statistiska kongressen i Stockholm 1874 fungerade Hellstenius som sekreterare. År 1875 förordnades han att vara ledamot och sekreterare i förberedande skattejämkningskommittén, och 1879 utsågs han till sekreterare i skatteregleringskommittén. 
Därjämte författade han en del av Statistiska centralbyråns publikationer (bland annat biträdde han Fredrik Theodor Berg vid utarbetandet av Sveriges andel i '"Statistique Internationale", i État de la population, 1878) samt ett stort antal artiklar i tidskrifter och tidningar, samt utgav 10:e och 11:e delarna av Berndt von Schinkels "Minnen ur Sveriges nyare historia" (1868–1872).
John Hellstenius är begravd på Norra begravningsplatsen utanför Stockholm.